# Titanatemnus kibwezianus
Titanatemnus kibwezianus es una especie de arácnido del orden Pseudoscorpionida de la familia Atemnidae.

## Distribución geográfica
Se encuentra en Etiopía y Kenia.